# Ochsenberg
Ochsenberg é um subúrbio do município de Königsbronn, no distrito de Heidenheim em Baden-Württemberg, Alemanha.

## Geografia
A aldeia de Ochsenberg está situada na parte oriental do Alpes Suábios (Ostalb), no extremo ocidental do planalto de Härtsfeld.

## História
A primeira prova documental data de 1538. O nome da aldeia vem do "pasto de boi para o mosteiro, no cimo da montanha".
Após a Batalha de Nördlingen em 1634 durante a Guerra dos Trinta Anos, Ochsenberg foi incendiado como muitas aldeias desta área.
Com a entrada em serviço da conduta de água de Härtsfeld em 1891, Ochsenberg recebe um abastecimento permanente de água potável dos poços de Itzelberg.
Em 1910, a histórica câmara municipal foi construída e serve também como escola e posto de bombeiros. A construção do fornecimento de electricidade começou em 1917. Após 2 anos de construção, a igreja é consagrada em 1963.

## Demografia e religião
Com a chegada e instalação de refugiados após a Segunda Guerra Mundial, o número de habitantes aumentou visivelmente.
Até ao final da Segunda Guerra Mundial, Ochsenberg era protestante. Posteriormente, o número de habitantes católicos romanos aumentou consideravelmente devido aos refugiados residentes.

## Cidadãos notórios
- Hans Bäurle (* 1931), pintor, artista gráfico e escultor
- Jörg Haug (* 1937), professor de história local

## Galeria de imagens

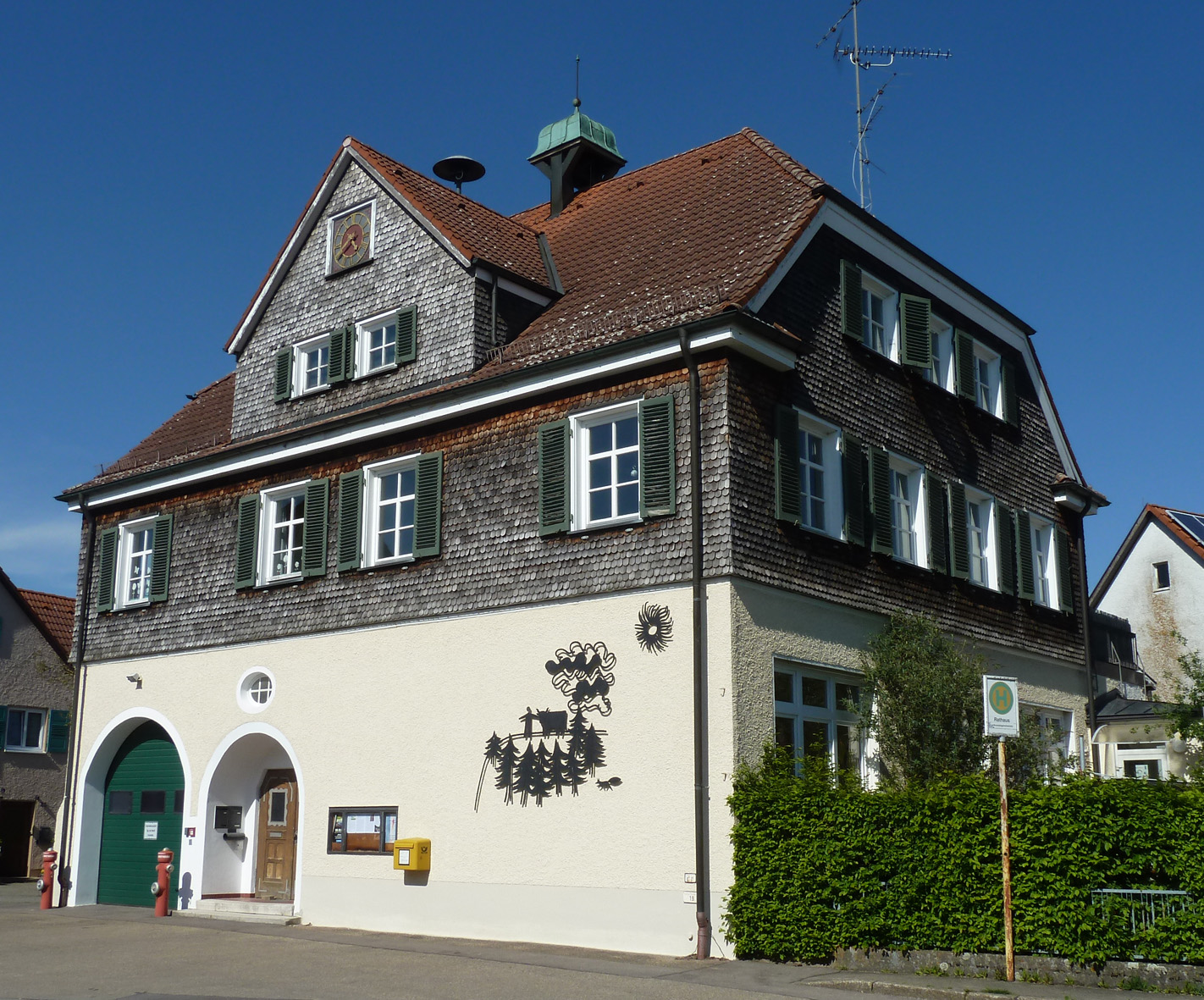
Câmara municipal histórica
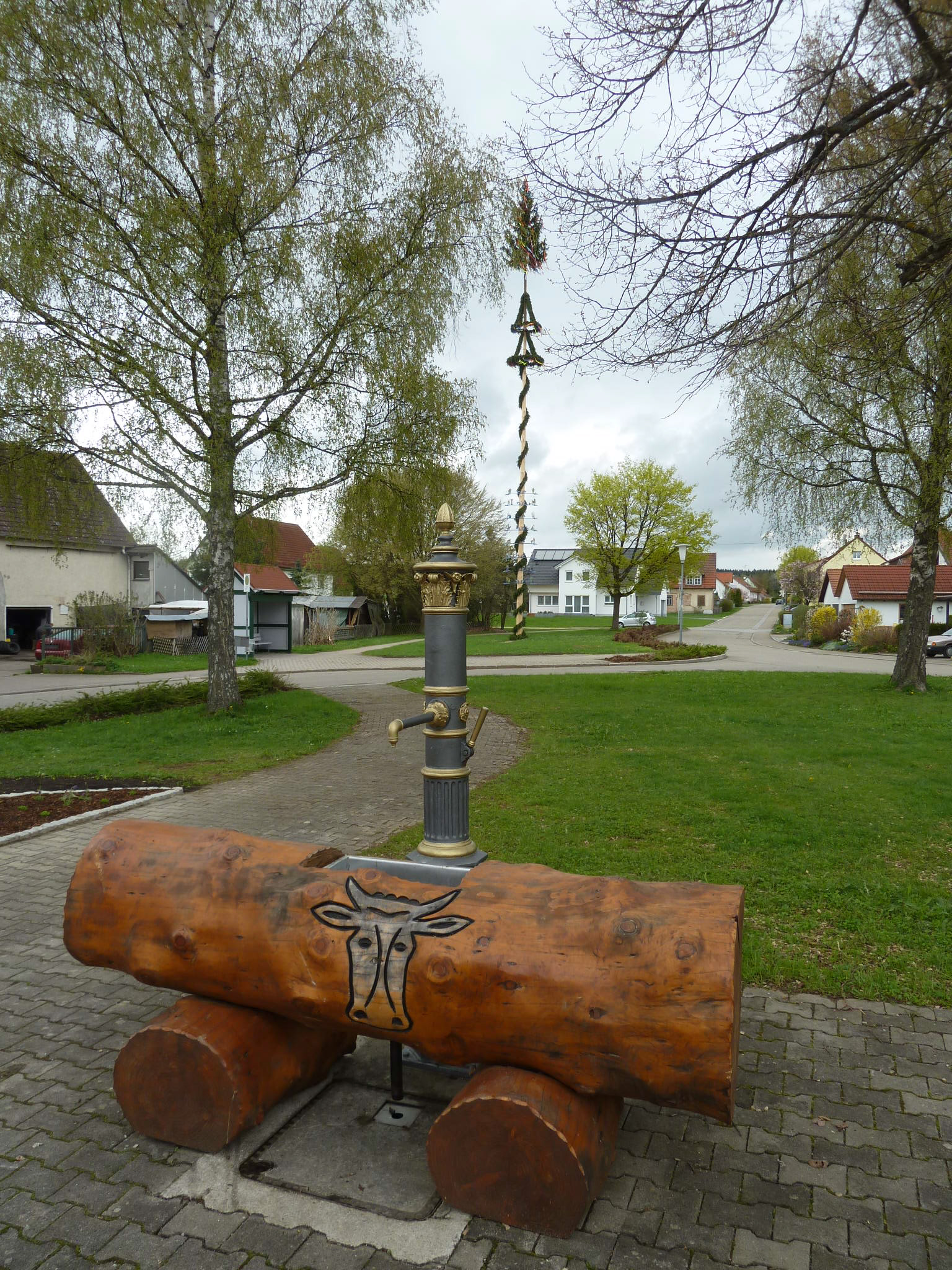
Praça da aldeia Lindenplatz
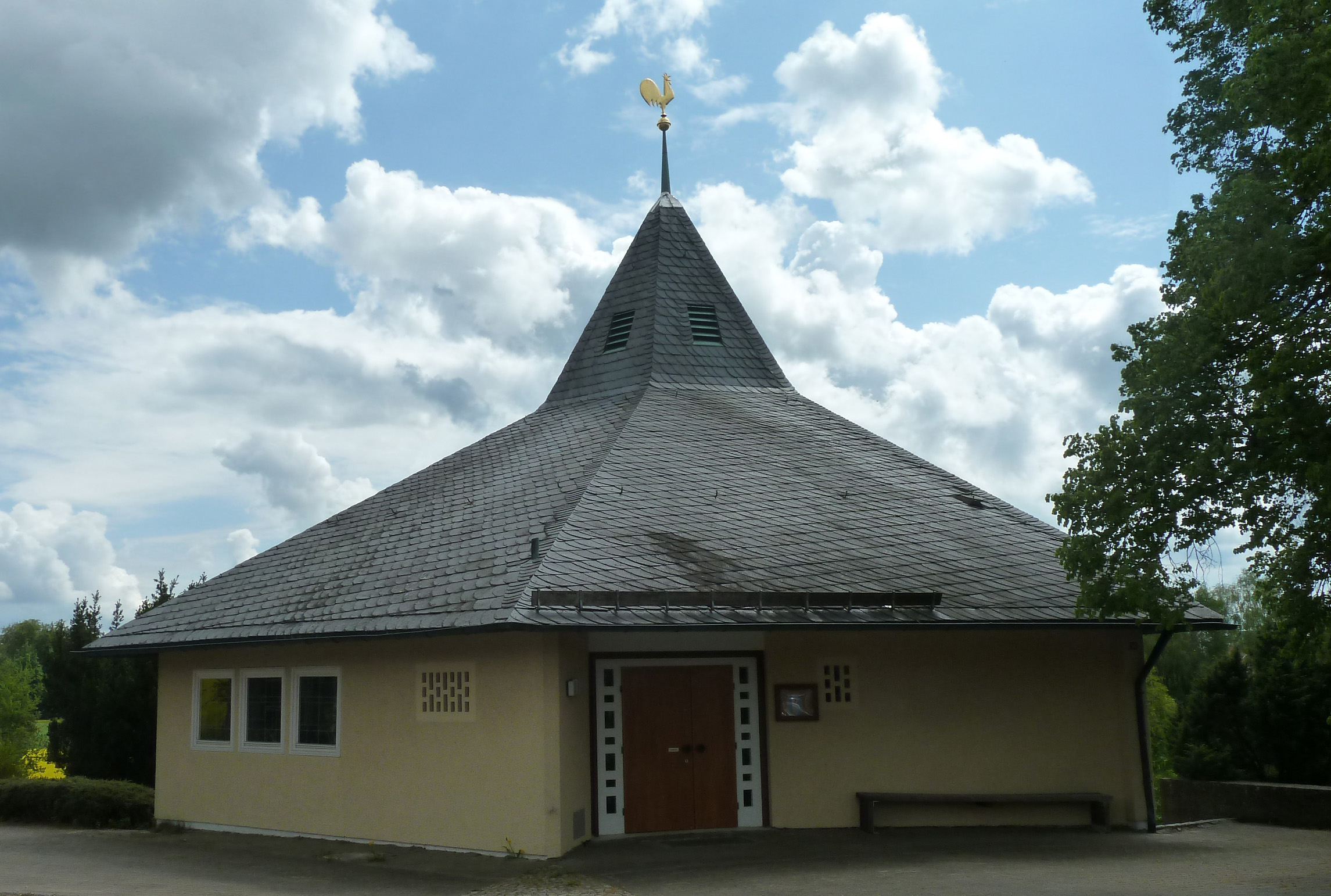
Igreja protestante Johanneskirche
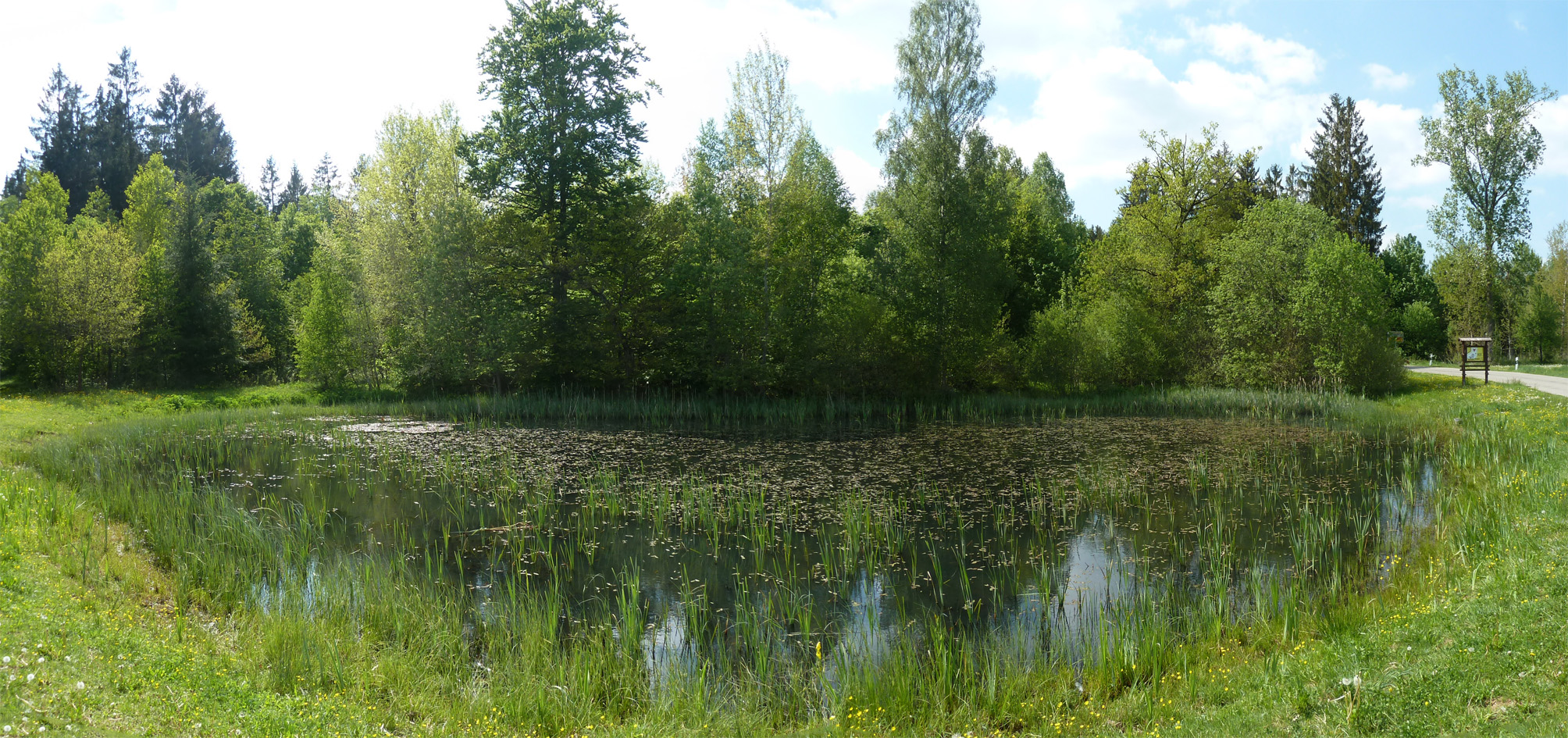
Lago da aldeia
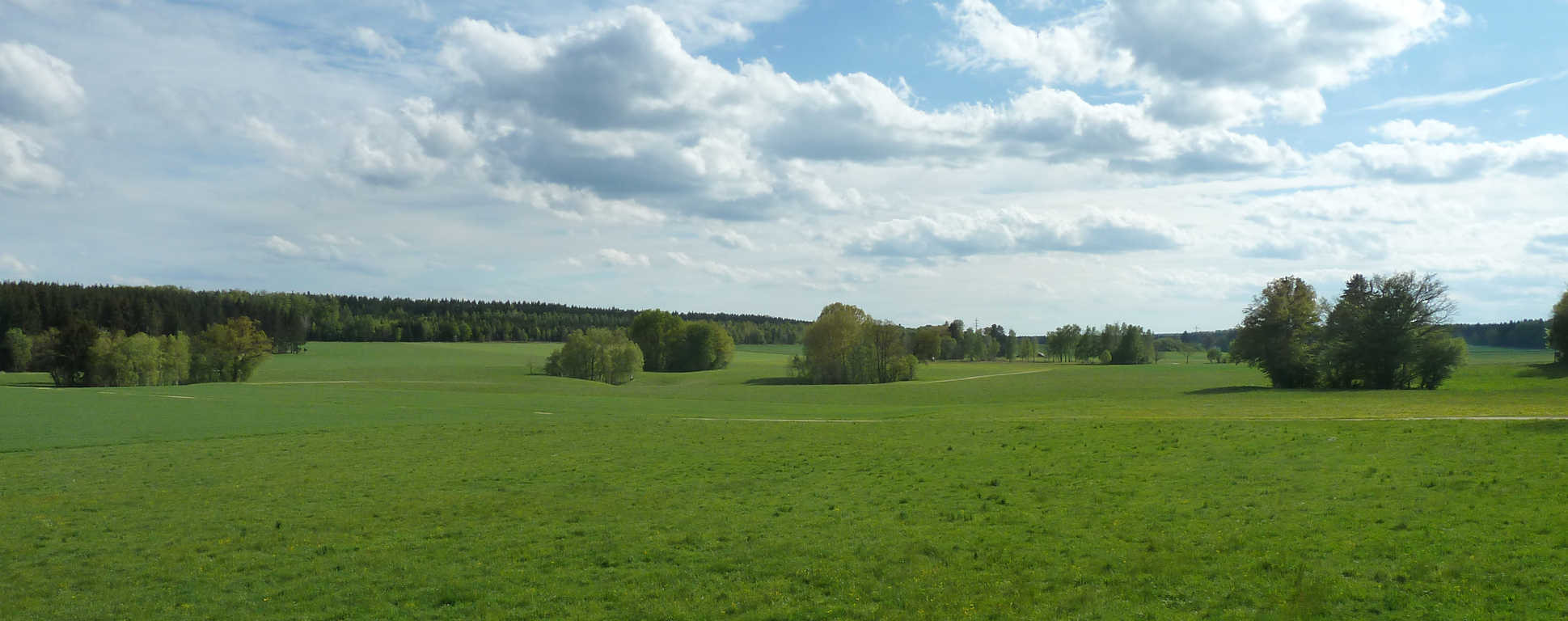
Reserva natural Falchen
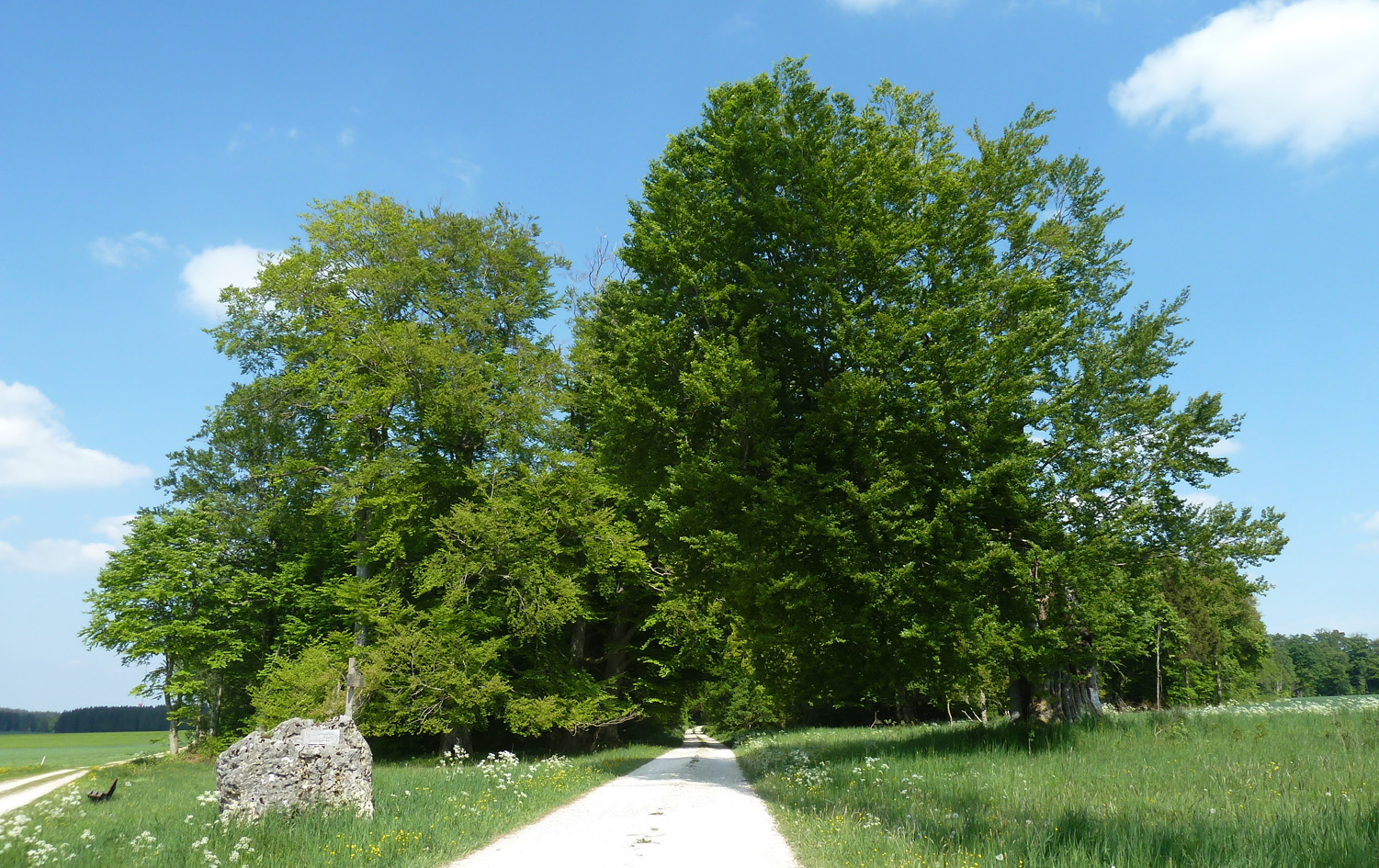
Monumento natural Judenbusch